# Trofeo Harmsworth

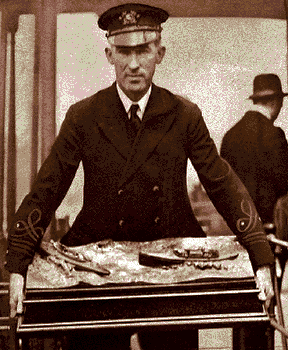
El piloto motonáutica estadounidense Garfield Wood, sujetando el Trofeo Harmsworth

La Copa Harmsworth, conocida popularmente como el Trofeo Harmsworth, es una competición internacional para lanchas rápidas. De origen británico, su importancia histórica radica en la larga tradición que acumula.

## Historia
El Harmsworth fue el primer premio internacional anual instituido en el campo de las carreras de lanchas a motor. 
Oficialmente, es un concurso no entre barcos o individuos, sino entre naciones. Los botes originalmente debían ser diseñados y construidos en su totalidad por residentes del país representado, utilizando materiales y unidades construidas totalmente dentro de ese país. 
Las reglas fueron un tanto relajadas a partir de 1949 y se han relajado aún más desde entonces.
La competición fue fundada en 1903 por el magnate de la prensa británica Alfred Charles William Harmsworth (1865-1922).
Al principio, fue un concurso muy rudimentario, con la inscripción de muchos botes que ni siquiera arrancaban. Inglaterra ganó el trofeo en 1903 con Dorothy Levitt pilotando una lancha con casco de acero y motor Napier, promediando una velocidad de 19,53 mph (31,43 kilómetros por hora)en Queenstown (ahora Cobh) en Cork harbour, Irlanda. El trofeo pasó a manos de Selwyn Edge, propietario de Napier Motors. Francia ganó en 1904. En 1907, la competición fue ganada por los estadounidenses por primera vez. Estados Unidos e Inglaterra se lo fueron arrebatando mutuamente hasta 1920. Desde 1920 a 1933, los estadounidenses tuvieron una racha ganadora ininterrumpida: el industrial de Detroit Gar Wood ganó esta carrera ocho veces como piloto y nueve veces como propietario entre 1920 y 1933.
La revista Time dijo sobre la carrera de 1920: "Parecía que en los estrechos del río Detroit se estuviera produciendo una persecución entre las motoras de unos contrabandistas en la sombra y las patrulleras rápidas. La semana pasada, 400.000 personas se alinearon en la orilla del río para ver como unos millonarios perseguían a otros millonarios".
La copa Harmsworth regresó a América en 1949, y permaneció en manos estadounidenses hasta 1959. En 1959, Bob Hayward ganó el trofeo para Canadá, triunfando de nuevo en 1960 y 1961. Hayward murió en otra carrera en 1961, y el Trofeo Harmsworth no se disputó de nuevo hasta 1977, momento a partir del cual continuó celebrándose anualmente hasta 1986.
En 1989 fue otorgado a Stéfano Casiraghi, esposo de la princesa Carolina de Mónaco. Casiraghi moriría durante una prueba motonáutica al año siguiente.
El trofeo ha sido adjudicado esporádicamente desde 1986 hasta 2018, con un total de once galardonados en este período

## Ganadores del trofeo
|  |  |  |

| Año  | Lugar                                          | Lancha                | Propietario          | País           | Piloto(s)                       | Velocidad Media mph (km/h)             |
| ---- | ---------------------------------------------- | --------------------- | -------------------- | -------------- | ------------------------------- | -------------------------------------- |
| 1903 | Queenstown (ahora Cobh) Irlanda                | Napier I              | Selwyn Edge          | Reino Unido    | E. Campbell Muir Dorothy Levitt | 19,53 mph (31,43 kilómetros por hora)  |
| 1904 | Solent Reino Unido                             | Trefle-à-Quatre       | Emile Thubron        | Francia        | Charles-Henri ("Hemri") Brasier | 26,63 mph (42,86 kilómetros por hora)  |
| 1905 | Arcachón Francia                               | Napier II             | Selwyn Edge          | Reino Unido    | Lord Montagu                    | 26,03 mph (41,89 kilómetros por hora)  |
| 1906 | Solent Reino Unido                             | Yarrow-Napier         | Lord Montagu         | Reino Unido    | Lord Montagu                    | 15,48 mph (24,91 kilómetros por hora)  |
| 1907 | Solent Reino Unido                             | Dixie I               | Edward J. Schroeder  | Estados Unidos | Barkley Pearce                  | 31,78 mph (51,14 kilómetros por hora)  |
| 1908 | Huntington Bay Estados Unidos                  | Dixie II              | Edward J. Schroeder  | Estados Unidos | Barkley Pearce                  | 31,35 mph (50,45 kilómetros por hora)  |
| 1910 | Huntington Bay Estados Unidos                  | Dixie III             | Frederick K. Burnham | Estados Unidos | Frederick K. Burnham            | 36,04 mph (58 kilómetros por hora)     |
| 1911 | Huntington Bay Estados Unidos                  | Dixie IV              | Frederick K. Burnham | Estados Unidos | Frederick K. Burnham            | 40,28 mph (64,82 kilómetros por hora)  |
| 1912 | Huntington Bay Estados Unidos                  | Maple Leaf IV         | Sir E. Mackay Edgar  | Reino Unido    | Thomas Sopwith Sr               | 43,18 mph (69,49 kilómetros por hora)  |
| 1913 | Osborne Bay Reino Unido                        | Maple Leaf IV         | Sir E. Mackay Edgar  | Reino Unido    | Thomas Sopwith Sr               | 57,45 mph (92,46 kilómetros por hora)  |
| 1920 | Osborne Bay Reino Unido                        | Miss America I        | Garfield Wood        | Estados Unidos | Garfield Wood                   | 61,51 mph (98,99 kilómetros por hora)  |
| 1921 | Detroit Estados Unidos                         | Miss America II       | Garfield Wood        | Estados Unidos | Garfield Wood                   | 59,75 mph (96,16 kilómetros por hora)  |
| 1926 | Detroit Estados Unidos                         | Miss America V        | Garfield Wood        | Estados Unidos | Garfield Wood                   | 61,12 mph (98,36 kilómetros por hora)  |
| 1928 | Detroit Estados Unidos                         | Miss America VII      | Garfield Wood        | Estados Unidos | Garfield Wood                   | 59,33 mph (95,48 kilómetros por hora)  |
| 1929 | Detroit Estados Unidos                         | Miss America VIII     | Garfield Wood        | Estados Unidos | Garfield Wood                   | 75,29 mph (121,17 kilómetros por hora) |
| 1930 | Detroit Estados Unidos                         | Miss America IX       | Garfield Wood        | Estados Unidos | Garfield Wood                   | 77,23 mph (124,29 kilómetros por hora) |
| 1931 | Detroit Estados Unidos                         | Miss America VIII     | Garfield Wood        | Estados Unidos | George Wood                     | 85,86 mph (138,18 kilómetros por hora) |
| 1932 | Detroit Estados Unidos                         | Miss America X        | Garfield Wood        | Estados Unidos | Garfield Wood                   | 78,49 mph (126,32 kilómetros por hora) |
| 1933 | Detroit Estados Unidos                         | Miss America X        | Garfield Wood        | Estados Unidos | Garfield Wood                   | 86,94 mph (139,92 kilómetros por hora) |
| 1949 | Detroit Estados Unidos                         | Skip-a-long           |                      | Estados Unidos | Stan Dollar                     | 94,1 mph (151,44 kilómetros por hora)  |
| 1950 | Detroit Estados Unidos                         | Slo-Mo-Shun IV        |                      | Estados Unidos | Lou Fageol                      | 100,6 mph (161,9 kilómetros por hora)  |
| 1956 | Detroit Estados Unidos                         | Shanty I              |                      | Estados Unidos | Russ Schleeh                    | 90,2 mph (145,16 kilómetros por hora)  |
| 1959 | Detroit Estados Unidos                         | Miss Supertest III    | J. Gordon Thompson   | Canadá         | Bob Hayward                     | 104 mph (167,37 kilómetros por hora)   |
| 1960 | Picton · Canadá                                | Miss Supertest III    | J. Gordon Thompson   | Canadá         | Bob Hayward                     | 116,3 mph (187,17 kilómetros por hora) |
| 1961 | Picton · Canadá                                | Miss Supertest III    | J. Gordon Thompson   | Canadá         | Bob Hayward                     | 100,2 mph (161,26 kilómetros por hora) |
| 1977 |                                                | Limit Up              |                      | Reino Unido    | Michael Doxford                 |                                        |
| 1978 |                                                | Taurus                |                      | Australia      | Doug Bricker                    |                                        |
| 1979 |                                                | Uno Mint              |                      | Reino Unido    | Derek Pobjoy                    |                                        |
| 1980 |                                                | Long Shot             |                      | Estados Unidos | Bill Elswick                    |                                        |
| 1981 |                                                | Satisfaction          |                      | Estados Unidos | Bill Clauser                    |                                        |
| 1982 |                                                | Popeyes               |                      | Estados Unidos | Al Copeland                     |                                        |
| 1983 |                                                | Fayva Shoes           |                      | Estados Unidos | George Morales                  |                                        |
| 1984 | Reino Unido/ Bahamas                           |                       |                      | Reino Unido    | Hill, Jones & Wilson            |                                        |
| 1985 | Reino Unido/ Bahamas                           |                       |                      | Reino Unido    | Hill, Jones, Wilson & Williams  |                                        |
| 1986 | San Luis (Misuri), Estados Unidos/ Reino Unido |                       |                      | Estados Unidos | Seebold/ Seebold, Thornton      |                                        |
| 1989 | Atlantic City (Nueva Jersey) Estados Unidos    | Gancia Dei Gancia     |                      | Mónaco         | Stéfano Casiraghi               |                                        |
| 1993 | Cowes Reino Unido                              | La Nueva              |                      | Argentina      | Daniel Scioli                   | 91,6 mph (147,42 kilómetros por hora)  |
| 1994 | Cowes Reino Unido                              | BP Marine             |                      | Noruega        | Andreas Ugland                  | 51,3 mph (82,56 kilómetros por hora)   |
| 1995 | Cowes Reino Unido                              | Admiral Casino Tivoli |                      | Austria        | Hannes Bohinc                   | 86,56 mph (139,3 kilómetros por hora)  |
| 2002 | Cowes Reino Unido                              | Super Classic 40      |                      | Italia         | Buonomo De Simone               | 52,4 mph (84,33 kilómetros por hora)   |
| 2003 | Cowes Reino Unido                              | Wettpunkt.com         |                      | Austria        | Hannes Bohinc                   | 78 mph (125,53 kilómetros por hora)    |
| 2004 | Cowes Reino Unido                              | Grand Argentina Sony  |                      | Italia         | Fabio Buzzi Lord Beaverbrook    | 75,93 mph (122,2 kilómetros por hora)  |
| 2010 | Cowes Reino Unido                              | Red FPT               |                      | Italia         | Fabio Buzzi                     | 59,58 mph (95,88 kilómetros por hora)  |
| 2011 | Cowes Reino Unido                              | Cinzano               |                      | Alemania       | Markus Hendricks                | 65,26 mph (105,03 kilómetros por hora) |
| 2018 | Cowes Reino Unido                              | Team Silverline       | Drew Langdon         | Reino Unido    | Drew Langdon Miles Jennings     | 54,26 mph (87,32 kilómetros por hora)  |